# St. Alban (Thalexweiler)

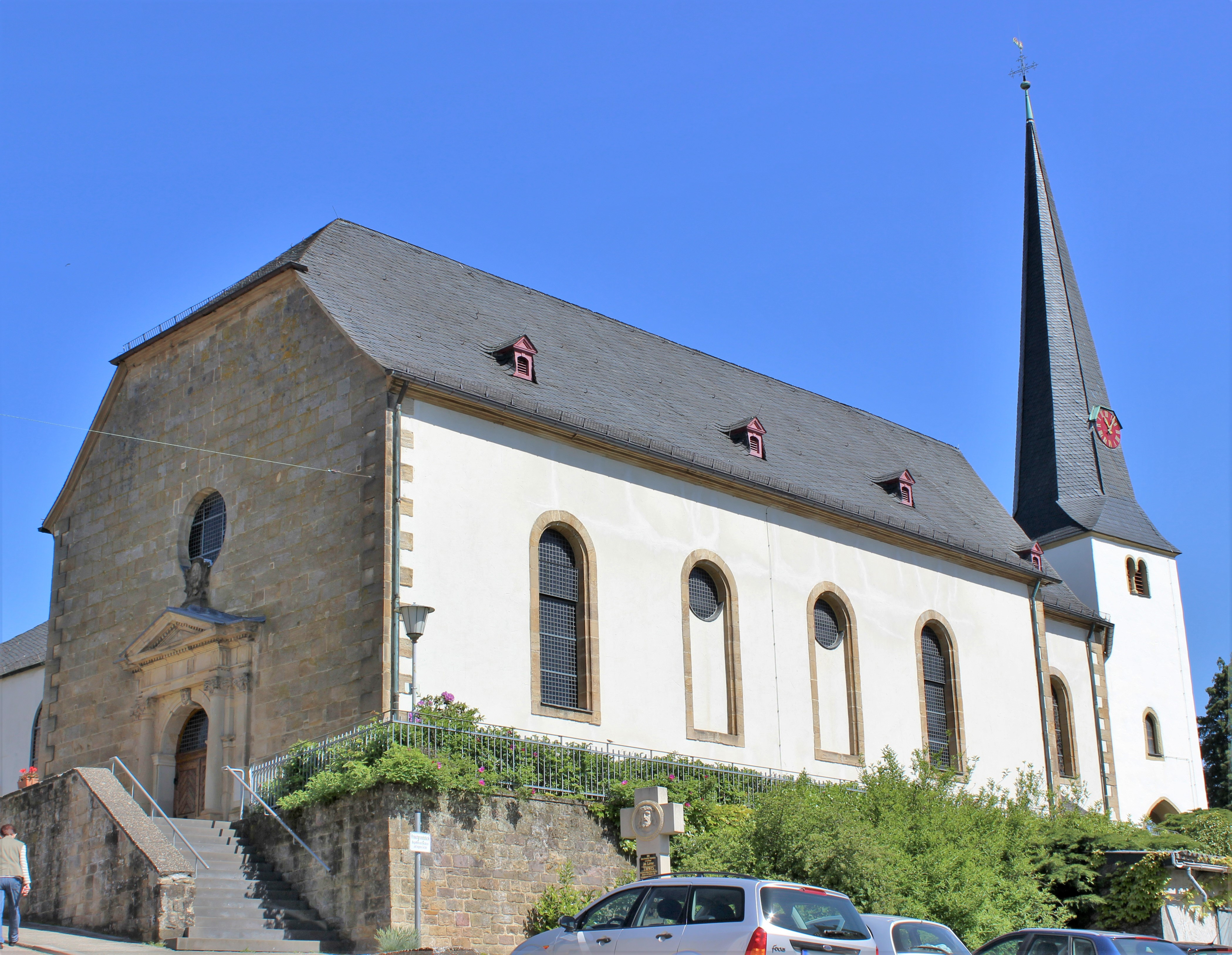
Die Pfarrkirche St. Alban in Thalexweiler

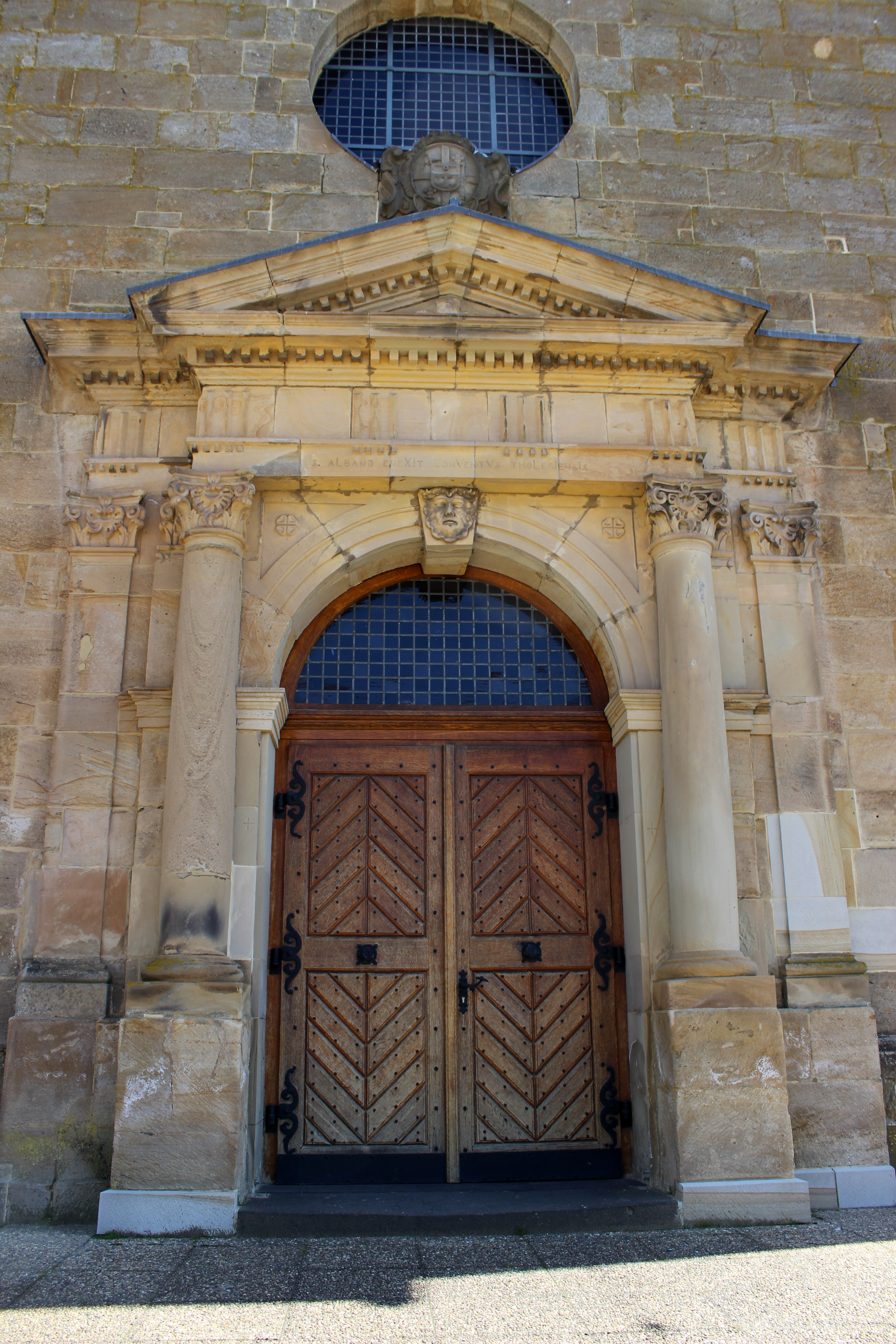
Hauptportal

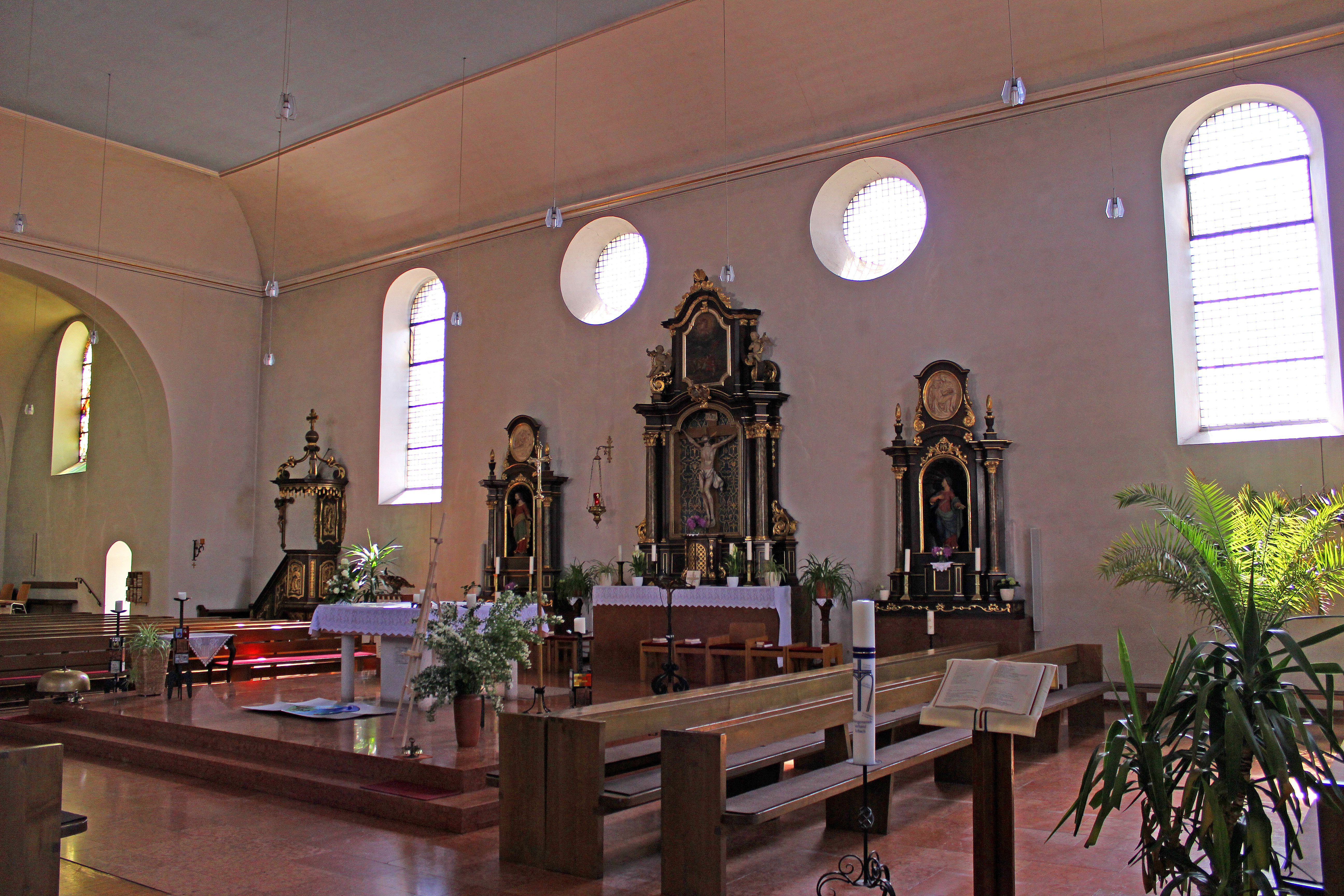
Innenansicht

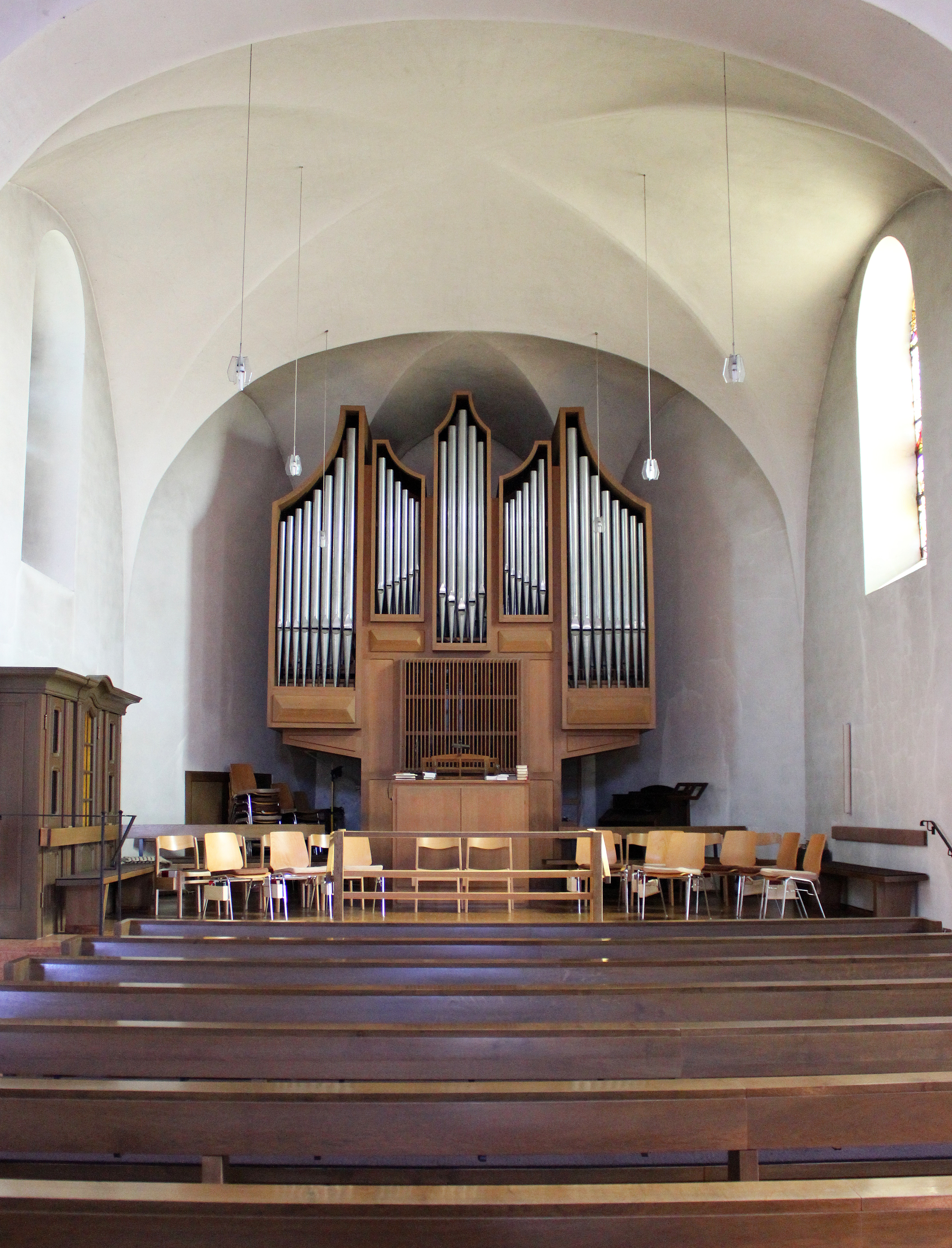
Blick zur Orgel

Die Kirche St. Alban ist eine katholische Pfarrkirche im saarländischen Thalexweiler, einem Stadtteil von Lebach, Landkreis Saarlouis. Kirchenpatron ist der heilige Alban von Mainz. In der Denkmalliste des Saarlandes ist die Kirche als Einzeldenkmal aufgeführt.

## Geschichte
In einer Papsturkunde von 1246 wurde Thalexweiler als Pfarrei erwähnt, wobei die Abtei Tholey Inhaberin des Patronatsrechtes und des Zehntrechtes war. Um 1470 kam es zum Bau des Turmes, dem 1784 der Bau eines neuen Kirchenschiffes nach Plänen des Architekten Nicolas Robin (Falkenberg/Lothringen) folgte. 1911 wurde die Kirche um eine Sakristei erweitert. In den Jahren 1967 bis 1968 wurde das Gotteshaus einer Umbau- und Erweiterungsmaßnahme unterzogen. An der Nordseite wurde nach Plänen des Architekten Baurat Heinrich Otto Vogel (Trier) ein neues Kirchenschiff angebaut. Das barocke Kirchenschiff wurde so zum neuen Altarraum.

## Kirchengebäude
Das im Jahr 1784 errichtete Kirchengebäude mit einer Länge von 32,50 Metern und einer Breite mit 11,55 Metern ist ein einfacher Saalbau mit dreiseitigem Schluss, an den sich östlich der Kirchturm aus dem 15. Jahrhundert anschließt. Der aus Bruchsteinen errichtete Bau ist mit vorspringenden Eckquadern versehen, während die Westfassade mit Quadern verblendet ist. Das Kirchenschiff mit rundbogigen Fenstern besitzt vier Fensterachsen und geht in einen schmäleren Chorraum über, der wie das Schiff über Rundbogenfenster verfügt.
In der Westfassade befindet sich ein rundbogiges Portal, flankiert von zwei Säulen mit korinthischen Kapitellen, auf denen ein Gebälk mit Giebelaufsatz ruht. Bekrönt wird der Giebel über dem Portal mit dem Wappen des Priors von Tholey, das in das Wappen Tholeyer Abtei gesetzt ist. Die Inschrift mit Chronogramm im Gebälk lautet: „s. aLbano ereXIt ConVentVs thoLegIensIs“.
Der Chor setzt an den Kirchturm an, der sich im Erdgeschossbereich in einem Spitzbogen mit Hohlprofil nach Osten und Süden hin öffnet und so einen zweiseitig offenen Raum bildet. Die Nordseite dieses Raums weist ein einfaches Spitzbogenfenster auf, das mit Nasen besetzt ist. Die Decke des Raumes bildet ein Kreuzgewölbe mit hohlgekehlten Rippen. Am Außenbau des Turmes weisen Reste von Gesimsen auf weitere Geschosse hin. Im Obergeschoss befinden sich der romanischen Architektursprache entspringende Schallöffnungen mit jeweils zwei Rundbögen, getrennt durch rechteckige Pfeiler mit abgefassten Kanten. Ein Gewölbeschlussstein mit dem Wappen des Tholeyer Abtes Nikolaus von Löwenstein sowie die gotischen Formen im Untergeschoss verweisen ins 15. Jahrhundert, was durch eine dendrochronologische Untersuchung, mit Datierung in die Zeit um 1480, bestätigt wurde. Der spitze Helm des Turmes ist schiefergedeckt, ebenso wie das Dach über dem Schiff und dem Chor.

## Ausstattung
Zur Ausstattung der Kirche gehört der Hauptaltar mit Kruzifix und einem Gemälde der Auferstehung Jesu, der ursprünglich in der Wallfahrtskirche in Klausen stand. Geschaffen wurde der Altar Mitte des 18. Jahrhunderts von Josef Giner dem Älteren aus Thaur in Tirol.
Ebenfalls aus der Mitte des 18. Jahrhunderts stammen die original erhaltenen beiden Seitenaltäre und die Kanzel des Bildschnitzers Klesen (Scheuern).
Des Weiteren gehören zur Ausstattung Figuren des heiligen Johannes des Täufers und des heiligen Franziskus, beides Holzplastiken aus der ersten Hälfte des 19. Jahrhunderts, eine Holzfigur des heiligen Albanus, geschaffen um 1780, eine Holzplastik des heiligen Wendalinus aus der Mitte des 18. Jahrhunderts, eine den Gefallenen des Ersten Weltkrieges gestiftete Terrakotta-Pietà von 1922, sowie eine Terrakotta-Figur der heiligen Barbara, geschaffen um 1900. Im Eingangsbereich des Anbaus von 1967/68 befindet sich eine Terrakotta-Figur des Erzengels Michael, die um 1900 entstand.
Im Eingangsbereich eines Nebenzugangs auf der Südseite der Kirche befindet sich eine Gedenktafel für Pfarrer Johann Heinrich Demerath, auf dessen Grab man im Jahr 1911 bei Erdarbeiten stieß. Demerath war in seiner Amtszeit von 1763 bis 1820 maßgeblich am Neubau der Kirche von 1784 beteiligt.
Auf dem Kirchenvorplatz steht eine Sandsteinstatue des heiligen Albanus von 1985/86, des Bildhauers Hanns Scherl (Wittlich).

## Glocken
Im Jahr 1954 goss die Glockengießerei Otto (Saarlouis), die von Karl (III) Otto von der Glockengießerei Otto in Bremen-Hemelingen und dem Saarländer Alois Riewer 1953 gegründet worden war, für die Kirche in Thalexweiler vier Bronzeglocken mit den Schlagtönen: e′ – g′ – a′. Die Glocken haben folgende Durchmesser: 1232 mm, 1036 mm, 923 mm und wiegen: 1110 kg, 667 kg, 487 kg.

## Orgel

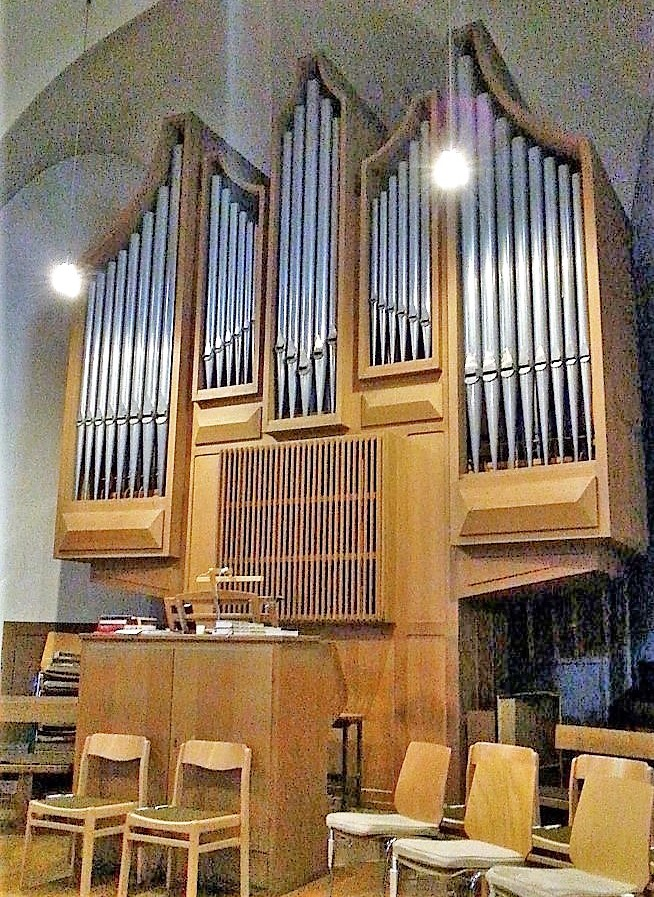
Blick zur Orgel

Die Orgel der Kirche wurde 1970 von der Firma Hugo Mayer Orgelbau (Heusweiler) erbaut. Das Schleifladen-Instrument verfügt über 18 Register, verteilt auf 2 Manuale und Pedal. Die Spieltraktur ist mechanisch, die Registertraktur elektrisch.
| I Hauptwerk C–g3 |             |       |
| 1.               | Prästant    | 8′    |
| 2.               | Gemshorn    | 8′    |
| 3.               | Octave      | 4′    |
| 4.               | Quinte      | 2 ⁄3′ |
| 5.               | Flachflöte  | 2′    |
| 6.               | Mixtur V–VI | 1 ⁄3′ |
| 7.               | Trompete    | 8′    |

| II Unterwerk C–g3 |             |        |
| 8.                | Holzgedackt | 8′     |
| 9.                | Rohrflöte   | 4′     |
| 10.               | Principal   | 2′     |
| 11.               | Terzian II  | 1 3⁄5′ |
| 12.               | Cymbel III  | 2⁄3′   |
| 13.               | Regal       | 8′     |
|                   | Tremulant   |        |

| Pedal C–f1 |              |         |
| 14.        | Subbaß       | 16′     |
| 15.        | Principalbaß | 8′      |
| 16.        | Quintade     | 8′      |
| 17.        | Piffero II   | 4′ + 2′ |
| 18.        | Fagott       | 16′     |

- Koppeln: II/I, I/P, II/P
- Spielhilfen: 2 freie Kombinationen